# The Grecian
Koordinaten: 51° 30′ 46″ N, 0° 6′ 45″ W
The Grecian ("das Griechische") war ein Kaffeehaus in London, das von 1702 bis 1842 existierte. Es befand sich im Devereux Court nahe dem Strand.
Ein Kaffeehaus ist unter dieser Adresse bereits ab 1652 nachgewiesen, womit es sich um das älteste Café Londons handeln dürfte. 1702 wurde das Lokal von einer Griechin namens Constantine übernommen, wodurch es auch seinen Namen erhielt. Bekannt als Treffpunkt für Gelehrte, Schriftsteller und Journalisten wurde es durch Richard Steeles Zeitschrift Tatler. In der ersten Ausgabe, die am 12. April 1709 erschien, gab Steel The Grecian als Redaktionsanschrift bekannt und informierte seine Leser des Weiteren: „Alle Berichte aus der galanten Welt, über Vergnüglichkeiten und Unterhaltung werden hier unter der Rubrik White's Choclate House erscheinen; Gedichte unter der Rubrik Will’s Coffee-house; Akademisches unter The Grecian; In- und Auslandsnachrichten unter Saint James's Coffee-house.“ Steele parodierte hiermit den Stil anderer Zeitungen mit ihren zahlreichen Rubriken und angeblichen Auslandskorrespondenten, indem er sie durch die Orte ersetzte, an denen man Neuigkeiten welcher Art auch immer, tatsächlich erfuhr – den Kaffeehäusern.

## Bekannte Gäste
- Joseph Addison
- Edmund Burke
- Oliver Goldsmith
- Edmund Halley
- Isaac Newton
- Richard Steele

## The Grecian heute
Seit 1843 befindet sich dort, wo The Grecian stand, das Lokal The Devereux, Anschrift: 20 Devereux Court, London WC2.